# Pistosia gorbunovi
Pistosia gorbunovi es una especie de insecto coleóptero de la familia Chrysomelidae.
Fue descrita científicamente en 1997 por L. Medvedev.